# Багирзаде, Бахрам Ариф оглы
Бахрам Ариф оглы Багирзаде (азерб. Bəhram Arif oğlu Bağırzadə; род. 4 сентября 1972, Баку) — азербайджанский комедийный актёр, режиссёр, ведущий, участник команды КВН «Парни из Баку». Член Союза кинематографистов Азербайджана, а также Объединения карикатуристов Азербайджана. Заслуженный артист Азербайджана (2015).

## Биография
Родился в Баку Азербайджанской ССР. Окончил бакинскую среднюю школу № 189. В 1989 году поступил в Институт искусств им. М. А. Алиева на режиссёрский факультет. Активно занимался спортом, имеет несколько разрядов по разным спортивным дисциплинам, призёр чемпионата спортивного общества Буревестник по плаванию, выступал за юношескую сборную Азербайджана по гандболу.
С десятилетнего возраста начал сниматься в телевизионных спектаклях и мюзиклах. В 1990 года стал игроком азербайджанской команды КВН «Парни из Баку», которая неоднократно завоевывала звание чемпиона СНГ, а в 2000 году стала обладательницей Кубка Турнира Десяти. С 2003 года является членом Союза кинематографистов Азербайджана. В 2015 году получил почётное звание Заслуженного артиста Азербайджана.
В 1994 году начал работать на Азербайджанском государственном телевидении, где снял свою первую авторскую передачу «Бахрам-Вадо-шоу», а также многочисленные клипы и рекламные ролики. В 2005 году стал артистом КВН-театра «Планета „Парни из Баку“». С 2006 года был телеведущим на различных азербайджанских и зарубежных телеканалах.
В 1987 году создал фан-клуб футбольной команды «Нефтчи», в 2015 году стал членом наблюдательного совета клуба.     
В 2021 году был награжден медалью «Терегги».     

## Карикатурист
С 1989 года карикатуры Бахрама Багирзаде регулярно печатались в различных периодических изданиях Азербайджана, участвовали на международных конкурсах карикатуристов и были опубликованы в выставочных каталогах. В 1996 году организовал персональную выставку «Отцы и дети», где его отец — Ариф Багиров, выставил свои живописные полотна, а Бахрам — карикатуры. Выставка прошла с огромным успехом, и в 2001 году Бахрам Багирзаде организовал вторую выставку «Отцы и дети».
С 2007 года является членом Объединения карикатуристов.

## Писательская и издательская деятельность

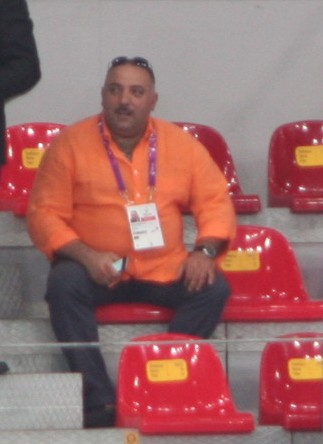
Багирзаде следит за матчем между сборной Азербайджана и Сербии по волейболу за третье месте в рамках первых Европейских игр 2015 в Баку

В 1995 году издал свою первую книгу — «Карикатуры». 
Автор книг:
- «Карикатуры» (1995)
- «Боюсь не успеть»
- «Затмение солнца»
- «Необыкновенное убийство»
- «Город моей молодости»
- 10 сборников «Анекдоты от Бахрама»
- «Карикатуры»
- «Вперед, Азербайджан»
- «Город моей молодости» в двух томах
- «О чем говорят женщины»
- «СССР: плюсы и минусы»
- «Письма мэру. Сборник.» (2014)
- «Baku architecture 2003—2015» CD (2015)
- «Ичеришехер на кинолентах (1896—2016)» (2016)
- «Мечети Баку» (2016)
- «Азербайджанфильм: афоризмы и крылатые выражения»
- «Мои любимые блюда»
- «Баку. Два города, соединённые вечностью... Фотоальбом.» (2012)
- «Открытки Баку»
- «Baku on screen. Баку в кино» (2018)
- «Джаз для детей» (2024)[10]

Издатель журналов: «Галерея» и «Gallery» (архитектурно-строительных каталоги), «Город — единство непохожих», посвященный истории Баку и бакинцев.

## Фильмография
- «Вне» (реж. В. Мустафаев, 1991)
- «Сон» (реж. Ф. Алиев, 1994)
- «Узник» (реж. Э. Джафаров, 1995)
- «Все к лучшему» (реж. В Мустафаев, 1997)
- «Между небом и землей» (реж. В. Мустафаев, 1998)
- «Национальная бомба» (реж. В. Мустафаев, 2000)
- «Проверка» (реж. В. Мустафаев, 2005)
- «Оружие» (реж. А. Касаткин, 2007)
- «Бременские музыканты» (реж. А. Абдулов, 1998)
- «Где адвокат?» (реж. У. Кенуль, 2009)
- «Человек» (реж. Ш. Махмудбеков)
- «Кровные деньги» (реж. Э. Мирабдуллаев)
- «Три девушки» (реж. М. Ибрагимбеков)
- «Однажды на Кавказе» (реж. Дж. Имамвердиев)
- «Ехрам ТВ» (реж. Аяз Салаев)
- «Не бойся, я с тобой! 1919» (реж. Ю. Гусман), роль Гафурбека
- «Красный лимузин» (реж. Арзу Уршан)
- «Клад полковника» (реж. Фикрет Алиев)
- Короткометражные фильмы режиссёра Эмиля Гулиева
- «Робинзон и девять Пятниц» (Грузия-Азербайджан)
- В 1998 году снял свой первый документальный фильм «Три жизни»
- «Улетная прогулка» (реж. Е. Телегина) 2016
- «Мертвецы» (реж. Т. Иманов) 2016
- «Мехелле 3» (реж. Т. Иманов) 2019